# 康寧 (十六國)
康宁（?—?），五胡十六国军事人物。
387年，吕光的西平郡太守康宁，自称为匈奴王，刺杀了湟河郡太守强禧后叛变。张掖郡太守彭晃反叛，向东通好康宁，向西结交王穆。吕光攻打彭晃，各位将领怕在康宁偷袭姑臧。吕光认为彭晃刚刚叛变，与康宁、王穆在还不亲密，趁他仓猝战胜。于是亲率骑兵三万，到达张掖后猛烈进攻二十天，攻破城池，杀了彭晃。康宁、王穆也随即灭亡。